# Phaedrotes lorquini
Phaedrotes lorquini är en fjärilsart som beskrevs av Hans Hermann Behr 1867. Phaedrotes lorquini ingår i släktet Phaedrotes och familjen juvelvingar. Inga underarter finns listade i Catalogue of Life.